# Салат дуболистий
Салат дуболистий (Lactuca quercina) — вид рослин з родини айстрових (Asteraceae), поширений у Європі, у західній Азії, індійському субконтиненті.

## Опис
Дворічна, рідко однорічна, сильномолочна трава, заввишки 50–100 см (або більше), з клубнеподібним коренем. Залистене стебло пряме, кругле, жорстке, порожнисте, зелене або червоно-біле, у верхній частині гіллясте. Листя тонке, завдовжки до 20 см, знизу трохи сірувате. Суцвіття складається з 7-15 квіток. Приквітки лінійно-ланцетні, тупі, зелені, іноді червонуваті. Квітки лише язичкові, жовті. Сім'янки вузько сплющені еліпсоїдні, п'ятикутні, чорні, з дзьобом приблизно такої ж довжини, як тіло, з однорядним білим пухом.

## Поширення
Поширений у Європі, у західній Азії, індійському субконтиненті.
Це низинна лісова рослина напівсухих родючих ґрунтів, хоча трапляється й на кальцієвих ґрунтах у північній частині ареалу